# باد کروزینگن
شهر باد کروزینگن در ایالت بادن-وورتمبرگ در کشور آلمان واقع شده است.

## نگارخانه

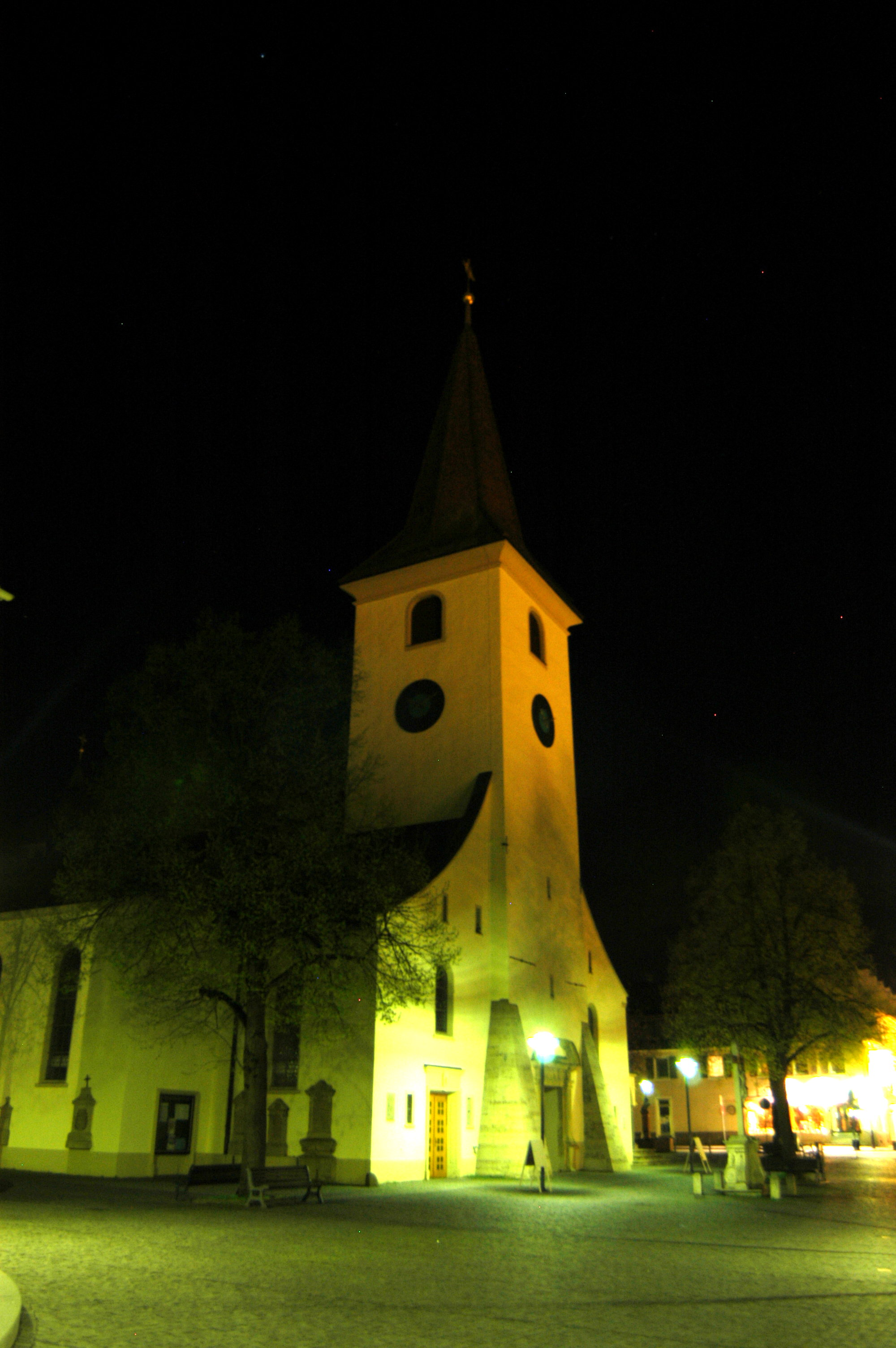
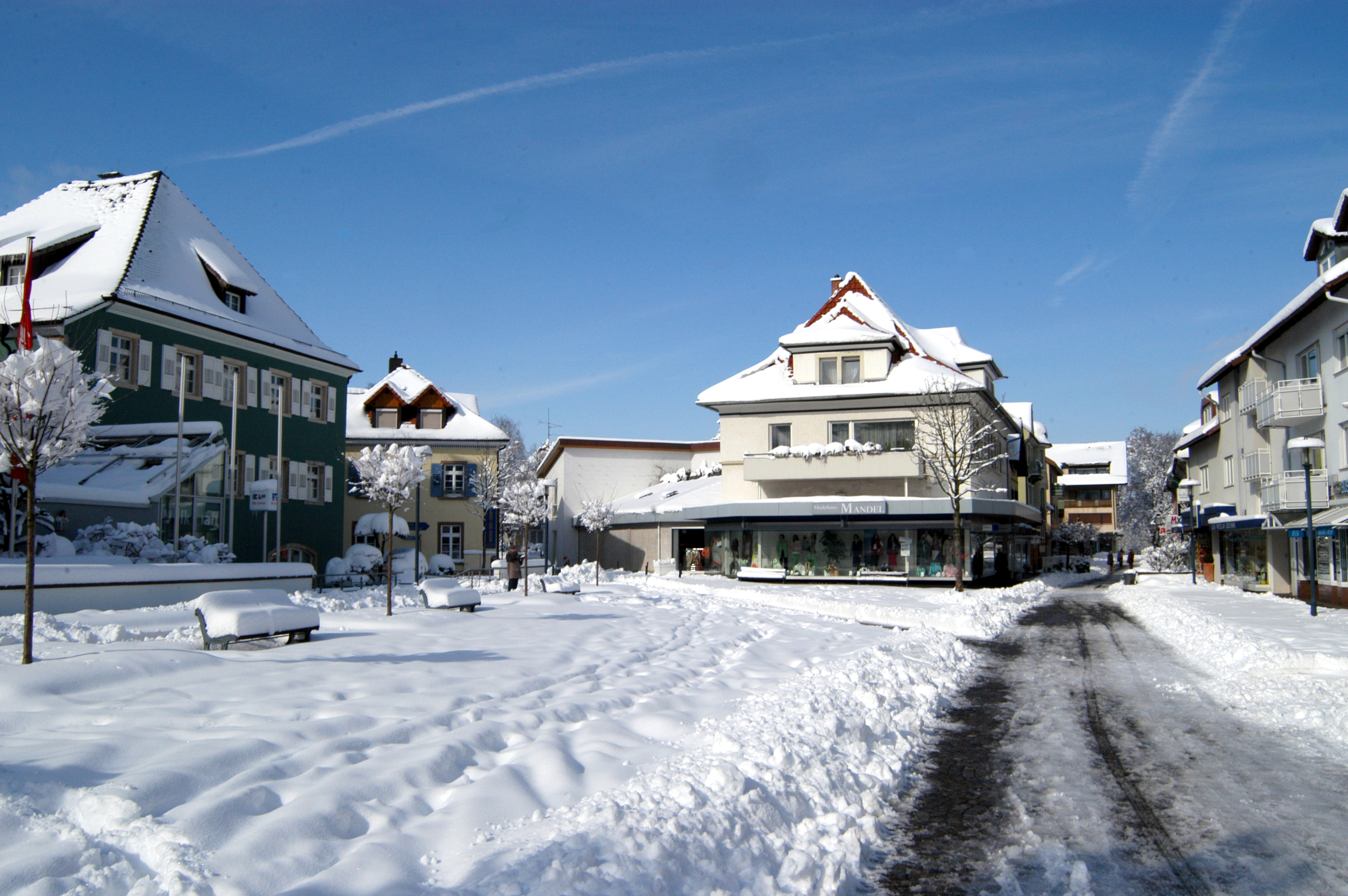